# 90718 Castel Gandolfo
90718 Castel Gandolfo este o planetă minoră (asteroid) din centura de asteroizi. A fost descoperită pe 12 septembrie 1991 la Thüringer Landessternwarte Tautenburg⁠(d) de Freimut Börngen și a fost numită după Castel Gandolfo. 
Obiectul prezintă o orbită caracterizată de o semiaxă mare de 3,0555139636751 UAi, o excentricitate de 0,23241598849768, o înclinație de 4,9697929971641 ° în raport cu ecliptica.